# Kont
Kont est un prénom hongrois masculin.

## Étymologie
Kont et sa variante Kund ont pour origine le prénom vieux haut allemand ou scandinave Knud ou Knut signifiant « race, (noble) lignée », ou libre, audacieux.

## Équivalents
- Kont, Kund
- Knut, Knud, Knútr, Knútur, Knudt, Knutti
- "Canut" (français), Canute (anglais), Canuto

## Fête
Les Kont se fêtent le 16 juillet et le 17 octobre.
Les Kund se fêtent le 29 mai, le 1er septembre ou le 25 septembre.